# Garry Tallent
Garry Wayne Tallent (født 27. oktober 1949 i Detroit, Michigan), er en amerikansk musiker og pladeproducer, bedst kendt for mangeårige bassist i Bruce Springsteens E Street Band.